# Winston Tong
Winston Tong (San Francisco, 1951) è un cantante e attore statunitense di origini cinesi, conosciuto principalmente per essere stato voce e paroliere del gruppo musicale Tuxedomoon.